# Ryan Newman (actrice)
Pour les articles homonymes, voir Ryan Newman.
Ryan Whitney Newman est une actrice, chanteuse et mannequin américaine, née le 24 avril 1998 à Manhattan Beach, en Californie (États-Unis).

## Biographie
Ryan Newman comprend et parle le français, elle est notamment connue pour avoir interprété le rôle de Ginger Falcone dans la série Zeke et Luther. Elle a également joué dans les thunderman, en interprétant la magnifique petite amie de Max thunderman

## Filmographie
Cinéma
- 2006 : Monster House : Eliza (Voix)
- 2006 : Zoom : L'Académie des super-héros : Cindy Collins / Princesse
- 2008 : Lower Learning : Carlotta
- 2012 : The Call (Court-métrage) : Becky
- 2015 : Bad Sister : Zoe Brady
- 2015 : AthenaGirls (Court-métrage) : Marcie
- 2016 : The Thinning : Sarah Foster
- 2024 : Spin the Bottle: Mila

Télévision
- 2007 : Hannah Montana (série télévisée) : Miley enfant
- 2007 : La Vie de palace de Zack et Cody (The Suit Life of Zack and Cody) (série télévisée) : Une campeuse
- 2009-2012 : Zeke et Luther (série télévisée) : Ginger Falcone
- 2010 : Bonne chance Charlie (Good Luck Charlie) (série télévisée) : Kit
- 2012-2015 : Papa fait son show (série télévisée) : Emily Hobbs
- 2015 : Sharknado 3 (Téléfilm) : Claudia Shepard
- 2015-2016 : Les Thunderman (The Thundermans) (série télévisée) : Allison
- 2016 : Sharknado 4 (Téléfilm) : Claudia Shepard